# Buschnoten
Mit der Bezeichnung Buschnoten werden die letzten Banknoten der Deutsch-Ostafrikanischen Bank charakterisiert. Sie wurden 1917 von den deutschen Kolonialbehörden unter primitivsten Bedingungen hergestellt.
Nachdem die Städte Daressalam und Tabora von den Engländern eingenommen wurden, hatte die deutsche Verwaltung keinen festen Sitz mehr. Die deutschen Truppen mussten ständig den Angriffen ihrer Gegner ausweichen. Dadurch gingen auch die Druckmaschinen verloren, die für die Herstellung von Banknoten notwendig waren.
Um den Bedarf an Papiergeld zu decken, griff man auf einen Gummitypenkasten zurück, der ursprünglich auf einer deutschen Pflanzung als Kinderspielzeug genutzt wurde. Unter primitivsten Verhältnissen wurden nun 1-, 5-, 10- und 50-Rupien-Scheine hergestellt. Dazu nutzte man u. a. auch Kanzleipapier. Daher sind auch einige Scheine zu finden, auf denen sich Briefköpfe bzw. Datumszeilen von verschiedenen Ämtern befinden.
Vier Serien wurden erstellt. Zunächst die Serie „ER“. Durch das Entfernen des „R-Striches“ erhielt man die Buchstabenkombination „EP“. Aus dem „E“ entfernte man schließlich einen Strich und erhielt so die Buchstabenkombination „FP“. Zuletzt wurde das „F“ auf ein „I“ reduziert. Anhand der Kennnummern der noch existierenden Noten schätzt man, dass so seinerzeit etwa 400.000 Banknoten hergestellt wurden.
Bemerkenswert ist, dass alle Banknoten von den Bankbeamten Kirst und Stelling eigenhändig unterschrieben wurden.